# Arcomage
Arcomage là trò chơi bài trên máy tính được sản xuất bởi The 3DO Company. Nó có nguồn gốc từ một trò minigame trong tựa game Might and Magic VII: For Blood and Honor và Might and Magic VIII: Day of the Destroyer, trong đó nó được dùng để đánh bạc ăn tiền trong game hoặc hoàn thành nhiệm vụ giành chiến thắng ván bài trong mỗi quán rượu. 3DO sau đó phát hành nó như một tựa game độc lập vào năm 2000. Trong phiên bản độc lập, người chơi duy nhất có thể chơi với một đối thủ máy tính hoặc hai người chơi có thể chơi thông qua kết nối LAN hoặc TCP/IP. Arcomage sử dụng bối cảnh kỳ ảo đưa vào trong game. Arcomage lúc đầu do hãng Stickman Games phát triển và sau cùng mới bán lại cho 3DO.

## Lối chơi
Arcomage là một dạng trò chơi cờ bàn, trong đó có hai người chơi, mỗi người có một bộ bài, một "tower" và "wall", cũng như một số biến thể khác để xác định xem họ thắng hay thua, và những lá bài nào họ có thể chơi. Vì Might and Magic là game chơi đơn, người chơi sẽ luôn đấu với đối thủ AI - khiến trò chơi tương đối dễ giành chiến thắng.
Người chơi thay phiên nhau để:
- Rút số lượng bài phù hợp để hoàn thành bộ bài 6 phần của chúng (một hoặc nhiều lá bài đã được chơi hoặc bị loại bỏ trong lượt chơi trước đó)
- Hoặc là chơi hoặc loại bỏ một lá bài, tùy thuộc vào tùy chọn của người chơi - trong một số trường hợp loại bỏ sẽ là lựa chọn duy nhất có sẵn, vì người chơi có thể không có số lượng "gems", "bricks" hoặc "recruits" phù hợp.
- Nếu lá bài cho phép đã chọn, hãy chơi lại và/hoặc chọn một lá để hủy bỏ.

Mỗi quán rượu đều có điều kiện chiến thắng khác nhau, vì vậy người chơi phải thích ứng với phong cách của mình cho các tình huống khác nhau. Trò chơi có thể kết thúc bằng một trong các cách sau:
- Một tòa tháp của người chơi đã bị giảm xuống 0
- Một tòa tháp của người chơi đạt được "chiều cao" của X (giá trị tùy thuộc vào quán rượu)
- Một người chơi tích lũy số lượng tài nguyên (giá trị tùy thuộc vào quán rượu)

Cũng như có một "Tower", "Wall" và bộ bài của mình, mỗi người chơi cũng có:
- "Quarry" - kiểm soát số lượng "bricks" đạt được mỗi lượt
- "Bricks" - dành cho lá bài brick
- "Magic" - kiểm soát số lượng "gems" đạt được mỗi lượt
- "Gems" - dành cho lá bài gem
- "Dungeon" - kiểm soát số lượng "recruits" đạt được mỗi lượt
- "Recruits" - dành cho lá bài recruit

Arcomage sử dụng nhiều loại bài, mỗi lá có tên gọi, hiệu ứng và hình ảnh riêng. Một số lá đã được thêm vào bộ bài gốc có trong Might and Magic VIII. Những ví dụ bao gồm:
- Faerie (lá bài recruit): 2 sát thương (đối với tower/wall của địch); chơi lại. Chi phí: 1 recruit.
- Portcullis (lá bài brick): +5 wall; +1 dungeon. Chi phí: 9 bricks.
- Sanctuary (lá bài gem): + 10 tower; +5 wall; thu được 5 recruits. Chi phí: 15 gems.

## Phiên bản khác
Nhiều dự án Arcomage mã nguồn mở khác nhau đã tìm cách giữ Arcomage còn sống trên Internet qua trận đấu giữa người chơi và người chơi. Một số, như MArcomage, đã mở rộng Arcomage và bổ sung thêm các lá bài, hiệu ứng và phe phái mới. Tương tự, vô số trò chơi kiểu Arcomage có sẵn cho iOS và Android, cùng với các định dạng khác. Một trong những phiên bản thành công nhất của Arcomage trên Android, gọi là "Archmage", đã mở rộng trò chơi với nhiều lá bài hơn bao gồm các lá Fire, Nature và Soul cũng như các lá tăng cường Tower. Người chơi đến từ các giải đấu khắp nơi trên thế giới, được xếp hạng và đóng góp vào việc mở rộng trò chơi trên trang web chính thức của game.
Ngoài ra có hai đoạn phim dựng bằng flash của Arcomage dưới cái tên CastleWars và CastleWars 2. Đoạn phim Mravenci (Ants) của Cộng hòa Séc từ năm 2000 và nó vẫn nổi tiếng trong số những người ở Cộng hòa Séc và bản port cho Android có sẵn trên google playstore phát hành miễn phí.